# John Strohm
John Strohm (* 16. Oktober 1793 in Little Britain, Lancaster County, Pennsylvania; † 12. September 1884 in Lancaster, Pennsylvania) war ein US-amerikanischer Politiker. Zwischen 1845 und 1849 vertrat er den Bundesstaat Pennsylvania im US-Repräsentantenhaus.

## Werdegang
John Strohm besuchte die öffentlichen Schulen seiner Heimat und arbeitete danach selbst für einige Jahre als Lehrer. Danach war er auch als Farmer tätig. Seine politische Laufbahn begann er als Mitglied der Anti-Masonic Party. Danach schloss er sich der Whig Party an. Zwischen 1831 und 1833 saß Strohm als Abgeordneter im Repräsentantenhaus von Pennsylvania; von 1834 bis 1842 gehörte er dem Staatssenat an. Im Jahr 1842 war er Präsident dieses Gremiums.
Bei den Kongresswahlen des Jahres 1844 wurde Strohm im achten Wahlbezirk von Pennsylvania in das US-Repräsentantenhaus in Washington, D.C. gewählt, wo er am 4. März 1845 die Nachfolge von Jeremiah Brown antrat. Nach einer Wiederwahl konnte er bis zum 3. März 1849 zwei Legislaturperioden im Kongress absolvieren. Diese waren von den Ereignissen des Mexikanisch-Amerikanischen Krieges geprägt.
Nach dem Ende seiner Zeit im US-Repräsentantenhaus war Strohm unter anderem Friedensrichter in Providence. Im Juni 1852 nahm er als Delegierter am Bundesparteitag der Whigs teil. Nach deren Auflösung schloss er sich der 1854 gegründeten Republikanischen Partei an. Im Jahr 1869 war er Delegierter auf dem regionalen Parteitag der Republikaner in Pennsylvania. Er starb am 12. September 1884 in Lancaster.